# لوزان كوتسيف
لوزان فلاديميروف كوتسيف ( (بالبلغارية: Лозан Владимиров Коцев)‏;8 فبراير 1911 - 14 يونيو 1991) كان مدير كرة قدم بلغاريًا وكان آخر من عرف عنه أنه قام بتدريب فريق بيروي .

## مسيرته المهنية

### مسيرته كلاعب
بدأ كوتسيف مسيرته الكروية مع الفريق البلغاري FK 13 . بعد ذلك وقع مع لوزان سبورت في سويسرا، ليصبح أول بلغاري يلعب في الخارج ويساعدهم على الفوز بلقب الدوري. 

### مسيرته كمدرب
في عام 1960، تم تعيين كوتسيف مديرًا لنادي تشيرنو مور البلغاري.  وبعد ذلك تم تعيينه مديراً للسودان .  وبعد ذلك تم تعيينه مديراً لسنغافورة.  وفي عام 1972 تم تعيينه مديراً لفريق بيروي في بلغاريا. 